# Prescott (Arizona)
Prescott é uma cidade localizada no estado americano do Arizona, no condado de Yavapai, do qual é sede. Foi incorporada em 1883.

## Geografia
De acordo com o United States Census Bureau, a cidade tem uma área de 107,7 km², onde 107,1 km² estão cobertos por terra e 0,6 km² por água.

### Localidades na vizinhança
O diagrama seguinte representa as localidades num raio de 32 km ao redor de Prescott.

## Demografia
Segundo o censo nacional de 2010, a sua população é de 39 843 habitantes e sua densidade populacional é de 372,1 hab/km². Possui 22 159 residências, que resulta em uma densidade de 207 residências/km².